# Slaget vid Savra
Slaget vid Sarva ägde rum år 1385 på Savrafältet i nuvarande Albanien. Den osmanske befälhavaren Hayreddin Pasha inledde ett anfall på 20 000 man (förmodligen endast turkar)[källa behövs] mot de albanska försvarsstyrkorna på 50 000 man[källa behövs], under ledning av Balsha II. Turkarna besegrade albanerna, dödade Balsha II och gjorde flertalet av de albanska furstarna till vasaller.